# Asota albiformis
Asota albiformis  là một loài bướm đêm thuộc họ Erebidae. Nó được tìm thấy ở Borneo, Philippines, Sulawesi và Moluccas.
Sải cánh dài khoảng 56 mm.

## Phụ loài
- Asota albiformis albiformis (Indonesia, Malaysia, Philippines)
- Asota albiformis ternatensis (Indonesia)